# MEDIA COMIX DYNE
『MEDIA COMIX DYNE』（メディアコミックスダイン）とはバンダイより刊行されていたアンソロジーコミック集である。『サイバーコミックス』の後継誌のひとつであり、1993年5月20日に第1巻が発売、同年10月9日発売の第3巻まで発行された。『月刊コミック電撃大王』の前身のうちのひとつでもある。

## 掲載作品
- 鈴木典孝
  - 宇宙の騎士テッカマンブレード 掲載巻1,2
  - セイバーエンジェル 掲載巻3
- そうま竜也
  - キャッ党忍伝てやんでえ 掲載巻1 - 3
- ことぶきつかさ
  - ソロモンの悪夢 掲載巻1
  - いけ!いけ!ぼくらのマーベットさん 掲載巻2
  - シャクティ・シャクティ 掲載巻3
- 新貝田鉄也郎
  - アイドル天使ようこそようこ 掲載巻1 - 3
- 市川裕文
  - 混淆世界ボルドー 掲載巻1,2
- ぶるまほげろー
  - ほにゃほにゃれでぃGOGO 掲載巻1 - 3
- 森下薫
  - 銀色のアポジー 掲載巻2,3
- 土屋杏子
  - 肉弾チビッコプチレンジャー 掲載巻3